# النا برتوکی
النا برتوکی (ایتالیایی: Elena Bertocchi؛ زادهٔ ۱۹ سپتامبر ۱۹۹۴) شیرجه‌رو زن اهل ایتالیا است.
وی در مسابقات کشوری و بین‌المللی در مجموع برندهٔ ۳ مدال طلا، ۳ مدال نقره، ۴ مدال برنز شده‌است.